# Pizzo Tambò
Il Pizzo Tambò (scritto anche Pizzo Tambo) è una montagna delle Alpi alta 3.279 m s.l.m. È la più alta della catena Mesolcina che, staccandosi dalle Prealpi Luganesi verso Nord, ha termine in corrispondenza del Passo dello Spluga, determinando il confine tra l'Italia e la Svizzera (Canton Grigioni).

## Caratteristiche
La sua mole rocciosa è formata prevalentemente da rocce metamorfiche con stratificazione verticale (gneiss, micascisti, filladi) di solidità digradante dalla base verso la vetta, poco sotto la quale si trova anche una piccola porzione di dolomia.
È formata essenzialmente da tre versanti: il versante nord, svizzero, che scende sulla Tamboalp in territorio di Splügen, presentando una piccola vedretta ormai in quasi completo disfacimento (Tambogletscher) ed un lago che ne raccoglie la fusione; il versante occidentale, ancora svizzero, tanto scosceso quanto sovente sfasciumato e del tutto deglacializzato, del quale fa parte anche la incassata parete sud-ovest che cela alla sua base la minuscola "Vedretta del Tambò"; il versante orientale, italiano, che digrada piuttosto interrotto ma senza vere e proprie pareti sul Passo dello Spluga e sul bacino di Montespluga, presentando la più cospicua Vedretta della Spianata. Verso sud la vetta digrada trasformandosi in una cresta ricca di vette secondarie (Pizzo Zoccone, la più rilevante) e andando a congiungersi alla struttura rocciosa del Gruppo del Ferré.
È sostanzialmente impossibile stabilire quando avvenne la prima "vera" ascensione alla vetta del Tambò: la relativa facilità di salita del versante orientale può far senza dubbio supporre l'arrivo sulla sommità di altri prima del conquistatore "ufficiale", Johann Jacob Weilenmann con guida, nel luglio del 1859, proprio da quel versante.
Il Pizzo Tambò viene considerato come il "Re della Valchiavenna", essendo la montagna più alta della Valle Spluga.

## Ascensione alla vetta
Essendo una delle più alte montagne della regione e dunque offrendo un panorama eccezionale, essa è assai frequentata alpinisticamente, sia d'estate sia d'inverno; la via "normale" di salita, con condizioni atmosferiche stabili, impone qualche cautela solo sulla breve cresta finale di roccioni e sfasciumi che adduce alla vetta. L'inizio di tale via è posto a pochi metri dalla dogana italiana del Passo dello Spluga (un segnale indica l'inizio del sentiero) e percorre interamente il crestone orientale, transitando a lato della tozza sommità del pizzo Tamborello (o Lattenhorn); l'intera via è sprovvista di bolli o segnavia: sono presenti soltanto omini di pietra. È possibile salire anche dal versante svizzero (nord), in questo caso la via si congiunge a quella italiana appena sotto la citata cima del Tamborello.